# Inmigración danesa en Argentina
La inmigración danesa en Argentina es el movimiento migratorio proveniente del Reino de Dinamarca hacia la República Argentina.
Entre las inmigraciones de los países nórdicos, la colectividad danesa es la que tiene el 1° puesto como la que más inmigrantes aportó, y llegó a estar entre las 14 colectividades más grandes de Argentina en el periodo entre mediados del siglo XIX y mediados del siglo XX.
En dicho periodo se radicaron en Argentina unos 18 mil daneses, constituyéndose así como la tercera comunidad de daneses en el exterior más numerosa del mundo, detrás de las que existieron en Estados Unidos y Australia.
Según los testimonios y estadísticas históricas, la colectividad danesa fue pequeña pero pujante. Pequeña en comparación con otras colectividades, como las de italianos y españoles, que son por lejos las 2 colectividades más grandes de Argentina. Pero pujante por haberse consolidado sólidamente, al traer el desarrollo y la integración económica a las tierras donde se asentaron (destacándose el testimonio de los daneses en la zona de Tres Arroyos, que convirtieron médanos de arena en campos de trigo), y al haber establecido sus instituciones donde mantener vivos sus valores culturales de Dinamarca, como lo fueron sus fundaciones de escuelas de educación danesa y sus iglesias luteranas.
En términos generales puede hablarse de 4 puntos focales donde se estableció la comunidad de Dinamarca:
- el eje Tres Arroyos-Coronel Dorrego-Necochea-San Cayetano-Tandil-Lobería, ubicado en la costa Atlántica de la provincia de Buenos Aires.
- el eje Oberá-Posadas-Puerto Iguazú-Bernardo de Irigoyen, ubicado en la provincia de Misiones.
- El eje Dina Huapi y Bariloche (Río Negro)-Villa La Angostura (Neuquén), en el oeste cordillerano.
- y la capital federal, Buenos Aires.

## Oleadas migratorias
Alrededor de 350 mil emigrantes abandonaron Dinamarca entre 1860 y 1930.
No hay registros oficiales de cuántos daneses llegaron exactamente al país, sobre todo antes del año 1886. Se sabe que entre 1886 y 1890 se computó la llegada de 1300 inmigrantes de nacionalidad danesa. Luego, entre 1900 y 1905 arribaron otros mil daneses más, cifra que se triplicó en el período 1911-1915. A partir de 1922, el número de arribos disminuye de manera notable.

## Lugares donde se establecieron

### Inmigración danesa en Buenos Aires

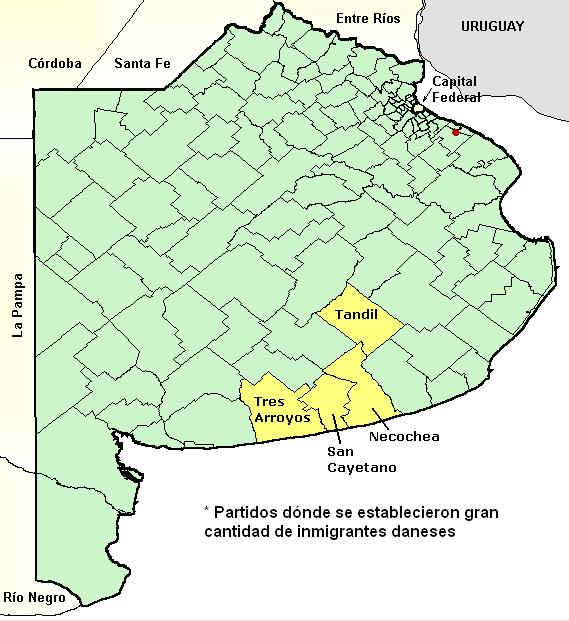
En los partidos bonaerenses de Necochea, Tandil, Tres Arroyos,Coronel Dorrego y San Cayetano se establecieron muchos inmigrantes daneses.

Muchos inmigrantes daneses se radicaron en la capital argentina, ejerciendo oficios urbanos e integrándose a la vida en la ciudad. Otro gran porcentaje se radicó en el sur de la provincia de Buenos Aires, particularmente en zonas rurales de los partidos de Tandil, Tres Arroyos,Coronel Dorrego, San Cayetano y Necochea.
Actualmente, la colonia dinamarquesa más grande de la Argentina se encuentra en el pueblo de Copetonas, partido de Tres Arroyos, a 60 kilómetros de la capital del distrito. Allí también existió el Colegio Argentino Danés, hoy EESA N°1, a unos pocos kilómetros del pueblo.

### Inmigración danesa en Misiones
Al igual que otros grupos nórdicos como los suecos, la colectividad danesa se asentó también en la provincia de Misiones, particularmente en lugares como Oberá y Puerto Iguazú. Estos daneses generalmente llegaban vía Brasil y después se internaban hacia el interior hasta llegar a la triple frontera y allí era donde traspasaban a Argentina.

### Inmigración danesa en Río Negro
Otro asentamiento fue en la Provincia de Río Negro, más concretamente en Dina Huapi, Balneario El Cóndor y San Carlos de Bariloche.

## Cultura

### Lazos con Dinamarca
El fuerte sentido de pertenencia de la colectividad danesa, sobre todo la que reside en el sur de la provincia de Buenos Aires, ha hecho que los lazos con la madre patria sean fuertes. Esto se ha traducido en tres visitas reales en 1964, 1966 y 2019. La primera estuvo a cargo de la princesa Benedicta y la segunda, de la por entonces princesa Margarita, hoy reina y que volvió como tal acompañada de su hijo, el principe Federico, en una visita de estado en marzo de 2019. En abril de 2007, el por entonces primer ministro danés, Anders Fogh Rasmussen, visitó la ciudad de Tres Arroyos.

### Instituciones civiles y religiosas

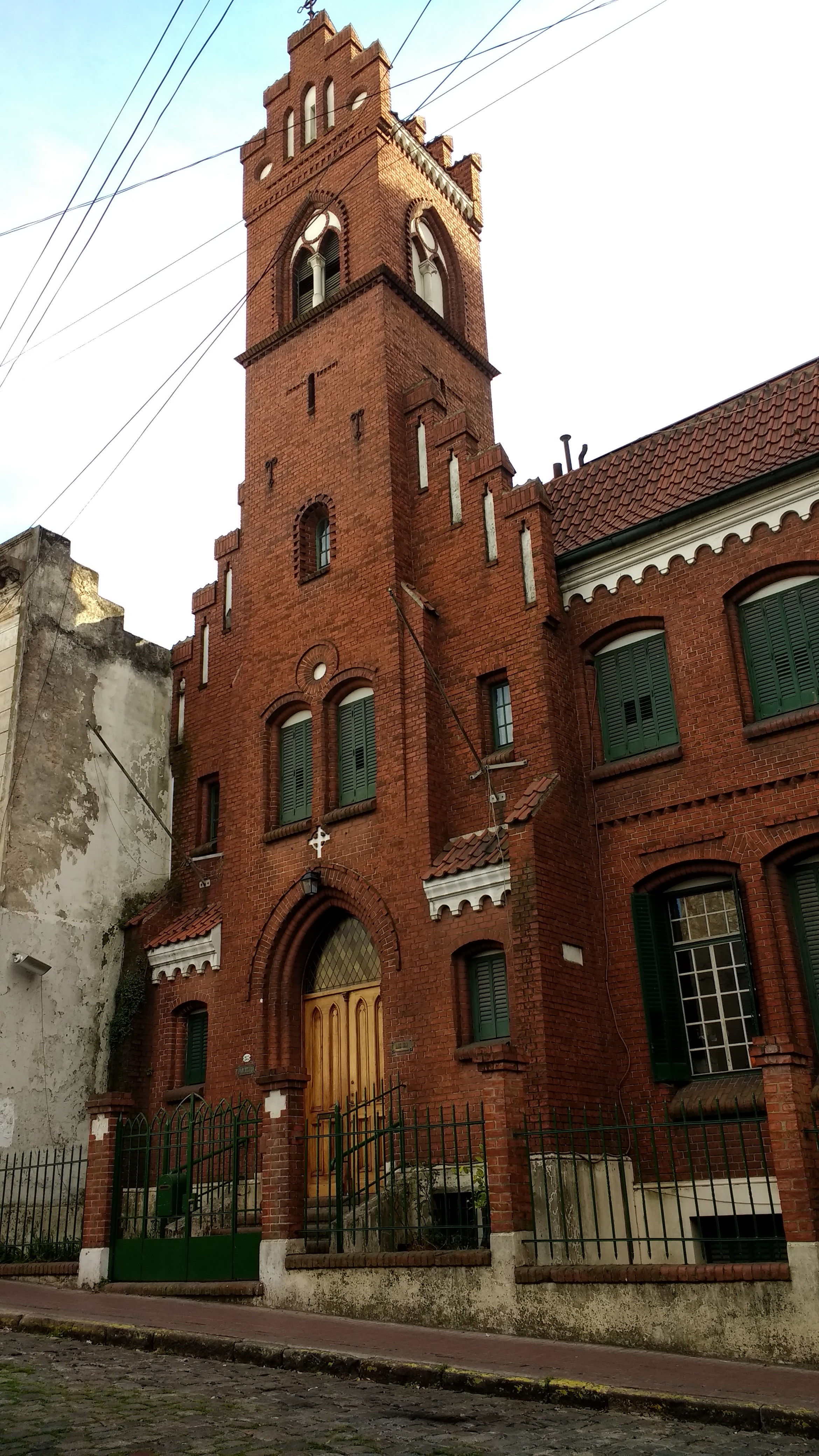
Iglesia Dinamarquesa de Buenos Aires, ubicada en el barrio de San Telmo, en Carlos Calvo 257.

Por iniciativa de colonos daneses, se crearon en Buenos Aires numerosas instituciones a principios del siglo XX, entre ellas la Sociedad Danesa de Socorros Mutuos (1892), la Asociación Cristiana de Jóvenes KFUM (1912) y el Club Danés (1919). En 1930, por iniciativa de las dos primeras organizaciones se fundó la Iglesia Dinamarquesa, cuya sede se encuentra en el barrio de San Telmo.

### Prensa
La colectividad danesa en Buenos Aires, como la mayoría de los grupos de inmigrantes, mantuvo una intensa actividad social y cultural. Durante décadas se editaron al menos tres publicaciones en danés: el Norden (fundado en 1899 por Guillermo Krieger), el Skandinaven publicado en 1904 por Johannes Bennike y el Syd og Nord, desde 1905.

## Galería de Imágenes

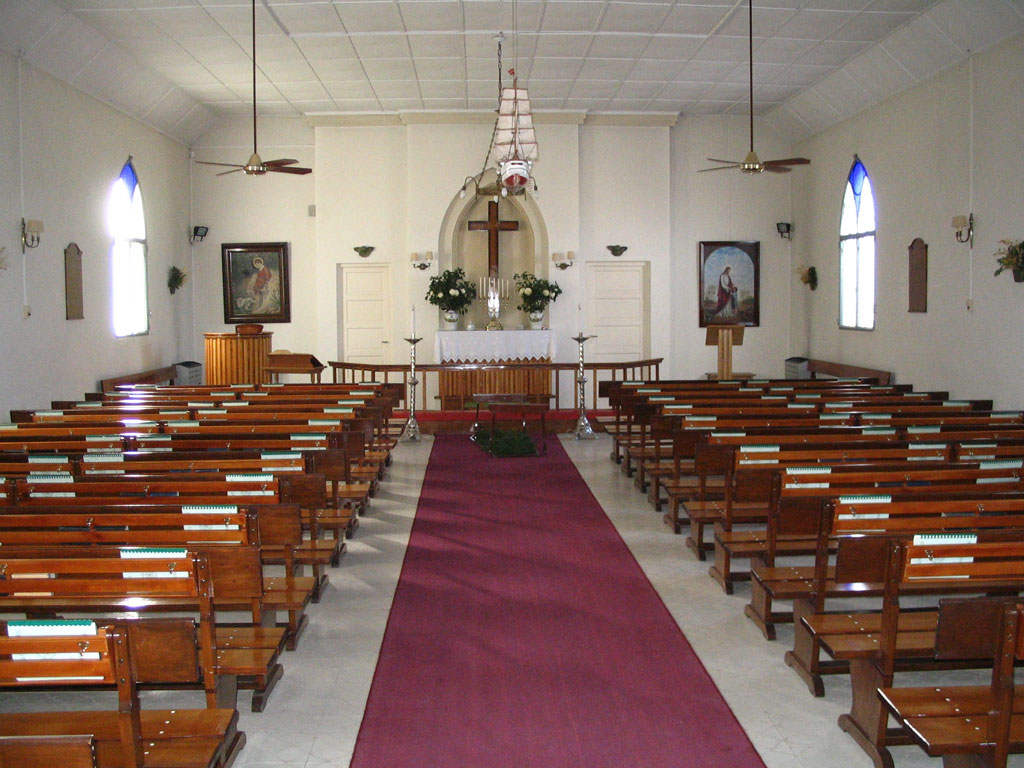
Iglesia Danesa de Tres Arroyos.
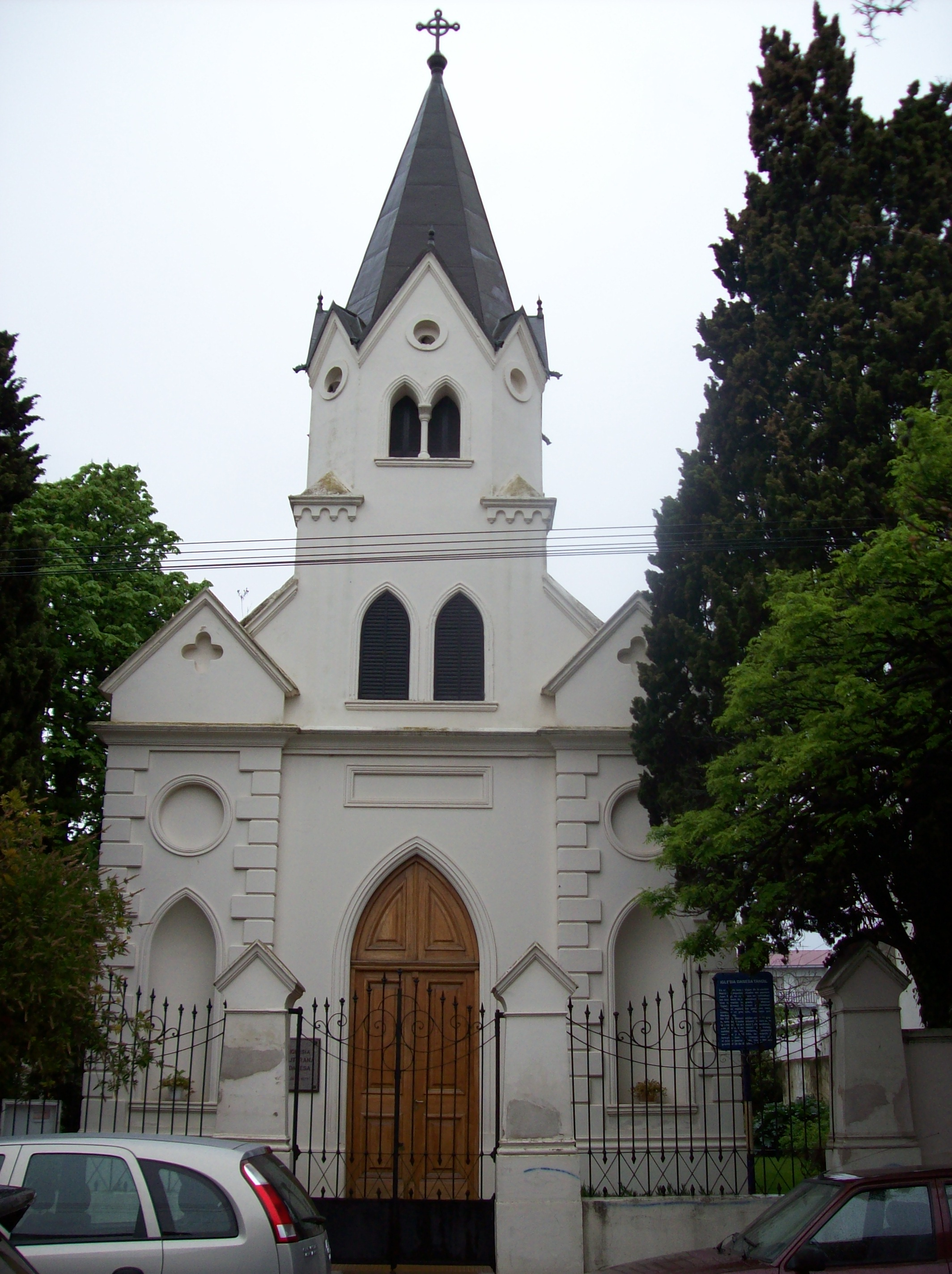
Iglesia Danesa de Tandil.
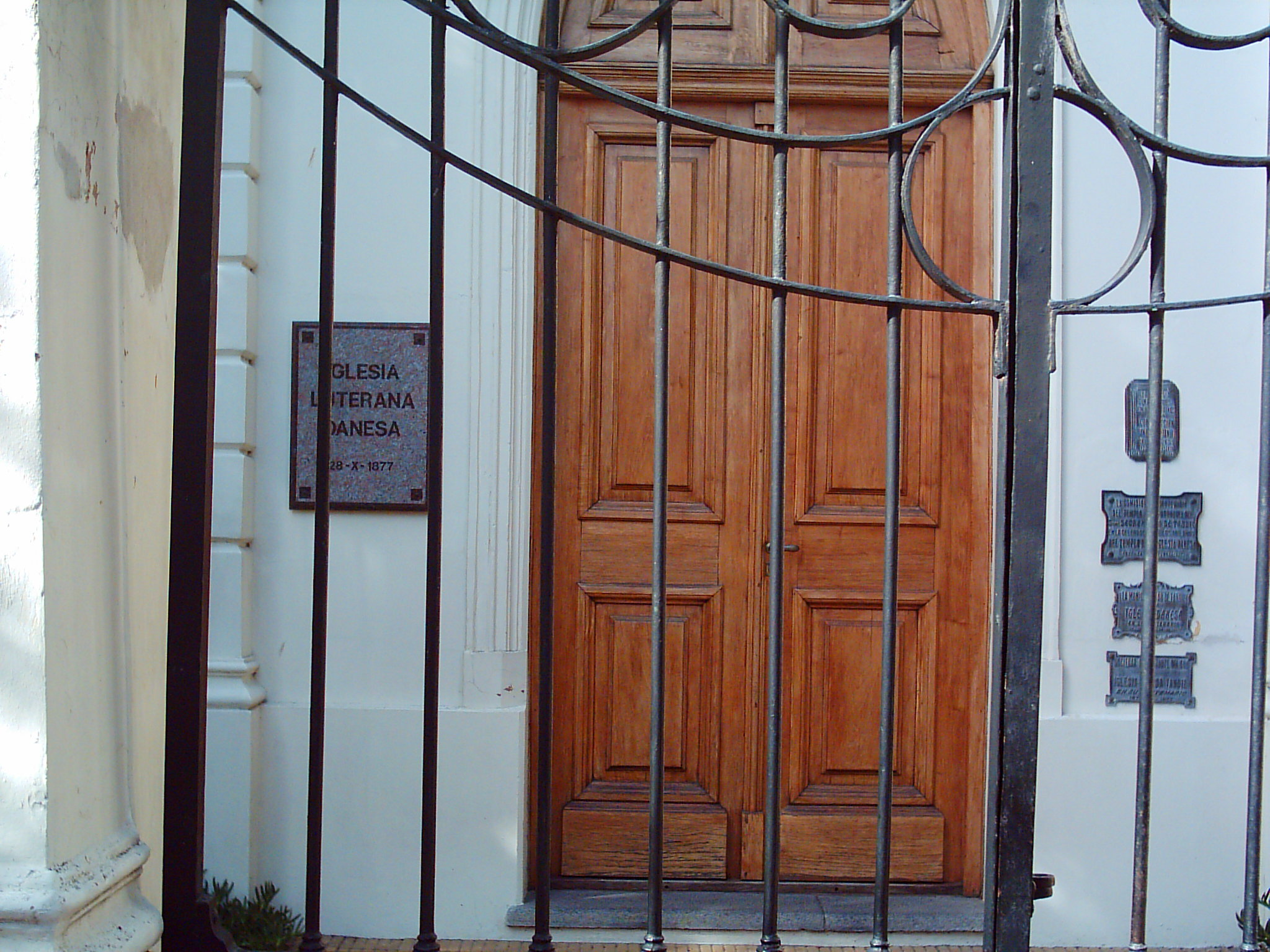
Frente de la Iglesia Danesa de Tandil.
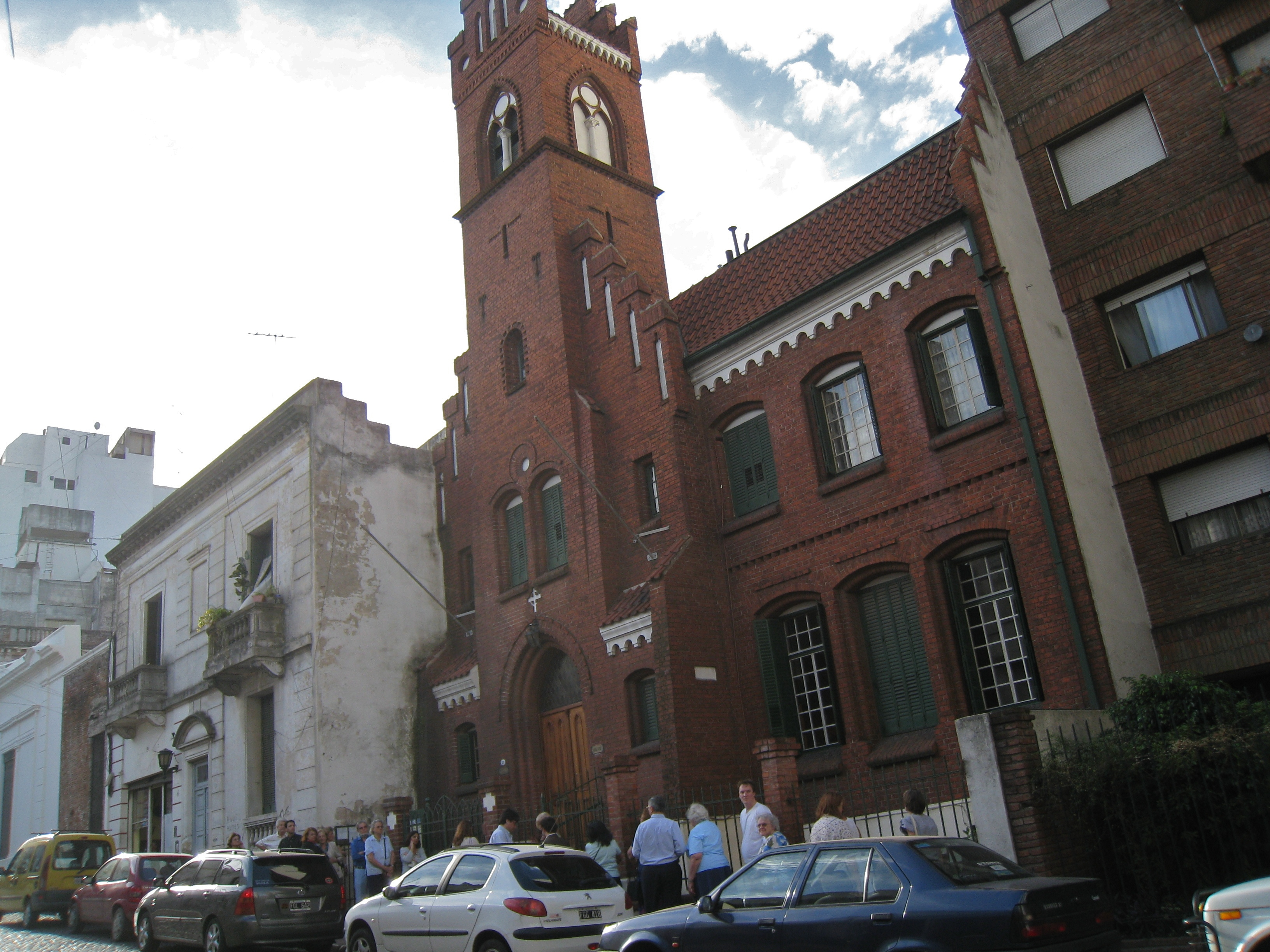
Iglesia Dinamarquesa de Buenos Aires
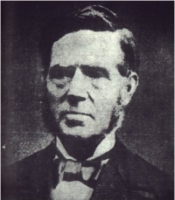
Juan (Hans) Fugl, pionero danés.
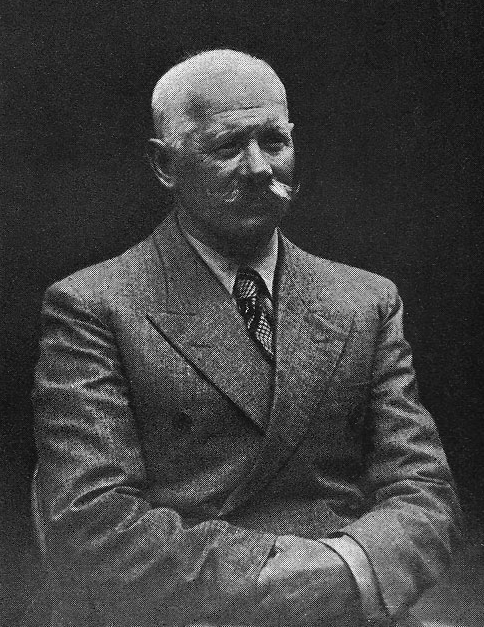
Andres Madsen, pionero danés.

## Personas destacadas
- Juan Fugl
- Andreas Madsen
- Jørgen Rasmussen
- Troels Myndel Pedersen
- Viggo Mortensen
- Arturo Kruuse
- Sven Havsteen-Mikkelsen
- Roque Olsen
- Máximo Fjellerup
- Francisco Gorrissen
- Valentín Feilberg
- Morten F. Rönnow
- Máximo Thomsen